# Маркинес, Луис
Луи́с Миге́ль Марки́нес Пресья́до (исп. Luis Miguel Marquinez Preciado; род. 10 апреля 2003, Тумако, Нариньо) — колумбийский футболист, вратарь клуба «Атлетико Насьональ».

## Клубная карьера
Маркинес — воспитанник клуба «Атлетико Насьональ». 11 июля 2022 года в матче против «Кортулуа» он дебютировал в Кубке Мустанга. В своём дебютном сезоне Маркинес стал чемпионом. 

## Международная карьера
В начале 2023 года в составе молодёжной сборной Колумбии Маркинес принял участие в домашнем молодёжном чемпионате Южной Америки. На турнире он сыграл в матчах против команд Перу, Аргентины, Уругвая, Венесуэлы, Эквадора, а также дважды Парагвая и Бразилии. 
В том же году Маркинес принял участие в молодёжном чемпионате мира в Аргентине. На турнире он сыграл в матчах против сборных Израиля, Японии, Сенегала, Словакии и Италии.
В 2023 году в составе олимпийской сборной Колумбии Маркинес принял участие в домашних Панамериканских играх. На турнире он сыграл в матчах против команд США и Уругвая.

## Достижения
Клубные
 «Атлетико Насьональ»
- Победитель Кубка Мустанга — Апертура 2022